# Wilhelm Rein

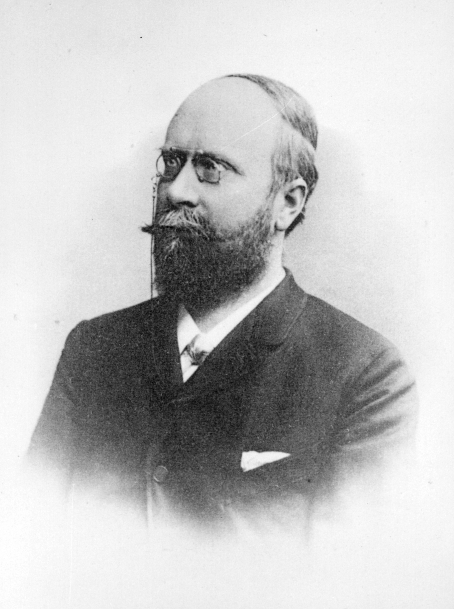
Wilhelm Rein, Fotografie von Friedrich Haack (ca. 1890)

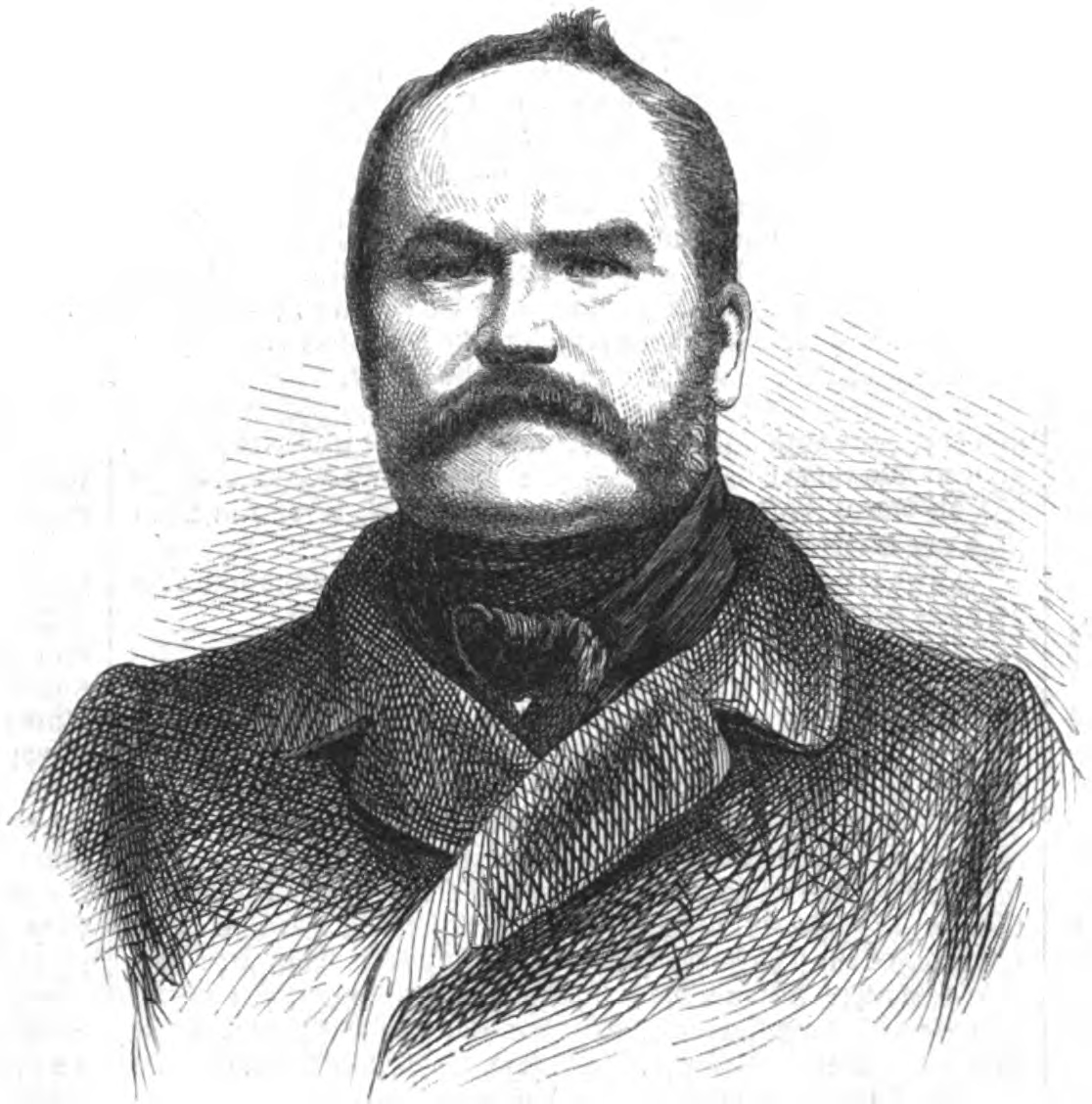
Wilhelm Rein (1865)

Wilhelm Rein (* 10. August 1847 in Eisenach; † 19. Februar 1929 in Jena) war ein deutscher Pädagoge. Er gilt als einflussreichster und zugleich letzter Vertreter des Herbartianismus.

## Leben
Rein kam als fünftes von sechs Kindern des Altphilologen und Gymnasialprofessors Wilhelm Rein (1809–1865) und dessen Frau Dorothea Luise Christiana (1815–1887) zur Welt. Er besuchte ab 1857 das Carl-Friedrich-Gymnasium Eisenach, an dem er 1866 die Reifeprüfung ablegte. Anschließend nahm Rein zum Sommersemester 1866 ein Studium der Evangelischen Theologie an der Universität Jena auf, wo er nebenher Pädagogikvorlesungen des Herbartianers Karl Volkmar Stoy hörte, dem er im Herbst 1867 für ein Jahr an die Ruprecht-Karls-Universität Heidelberg folgte. Zum Wintersemester 1868/69 nach Jena zurückgekehrt wurde er noch 1868 Mitglied der Burschenschaft Arminia auf dem Burgkeller und legte er im Sommer 1869 das theologische Kandidatenexamen ab.
Danach wendete sich Rein endgültig der Pädagogik zu und ging zum Wintersemester 1869/70 an die Universität Leipzig, um Tuiskon Ziller zu hören, an dessen Übungsschule er zunächst als Praktikant, dann als Lehrer wirkte. Wegen sachlicher Differenzen mit Ziller wechselte Rein 1871 ans Realgymnasium Barmen, wo er stark von Friedrich Wilhelm Dörpfeld beeinflusst wurde. Nachdem seine erste Dissertation an den Universitäten in Leipzig und Bonn abgelehnt worden war, wurde er schließlich 1872 mit einer Arbeit über Herbarts Regierung, Unterricht und Zucht an der Universität Rostock zum Dr. phil. promoviert. Er wurde im selben Jahr Seminaroberlehrer in Weimar und 1876 Seminardirektor in Eisenach. 1886 wurde er in Jena zum Honorarprofessor, 1912 zum o. Professor ernannt. Er baute das von Stoy begründete Pädagogische Seminar nebst Übungsschule zu einem Zentrum von Weltruf aus, begründete Ferienkurse zur Lehrerfortbildung und förderte die Volkshochschulbewegung. Er gab den Herbart-Zillerschen Formalstufen die deutschen Bezeichnungen: Vorbereitung, Darbietung, Verknüpfung, Zusammenfassung, Anwendung. Einer seiner Schüler war Hermann Lietz, Gründer der Landerziehungsheime.
Neben seiner pädagogischen Tätigkeit engagierte sich Rein auch politisch. Er war Mitglied in Friedrich Naumanns Nationalsozialem Verein, für den er 1898 ein zukunftsweisendes Schulprogramm erarbeitete, das unter anderem eine allgemeine Elementarschule, eine obligatorische Fortbildungsschule vom 14. bis 18. Lebensjahr, eine finanzielle Unterstützung begabter Schüler für den Besuch höherer Schulen sowie eine allgemeine Lehrmittelfreiheit forderte und für eine Aufwertung des Volksschullehrerberufs eintrat.

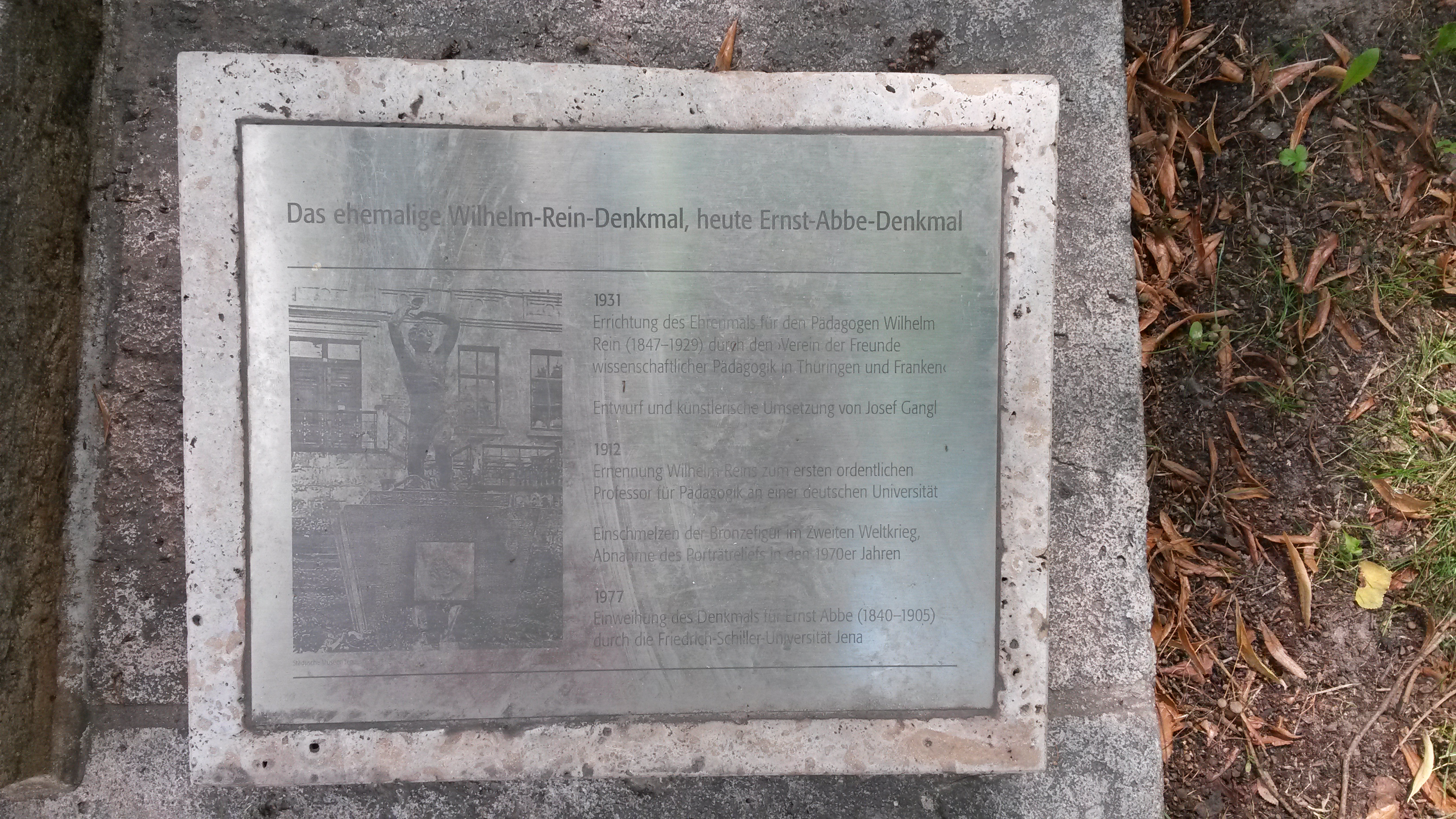
Gedenkplatte an der Rückseite des heutigen Ernst-Abbe-Denkmals am Jenaer Fürstengraben, dessen Sockel ursprünglich zu einem Wilhelm-Rein-Denkmal gehörte, dessen Bronzefigur im Zweiten Weltkrieg requiriert und eingeschmolzen wurde.

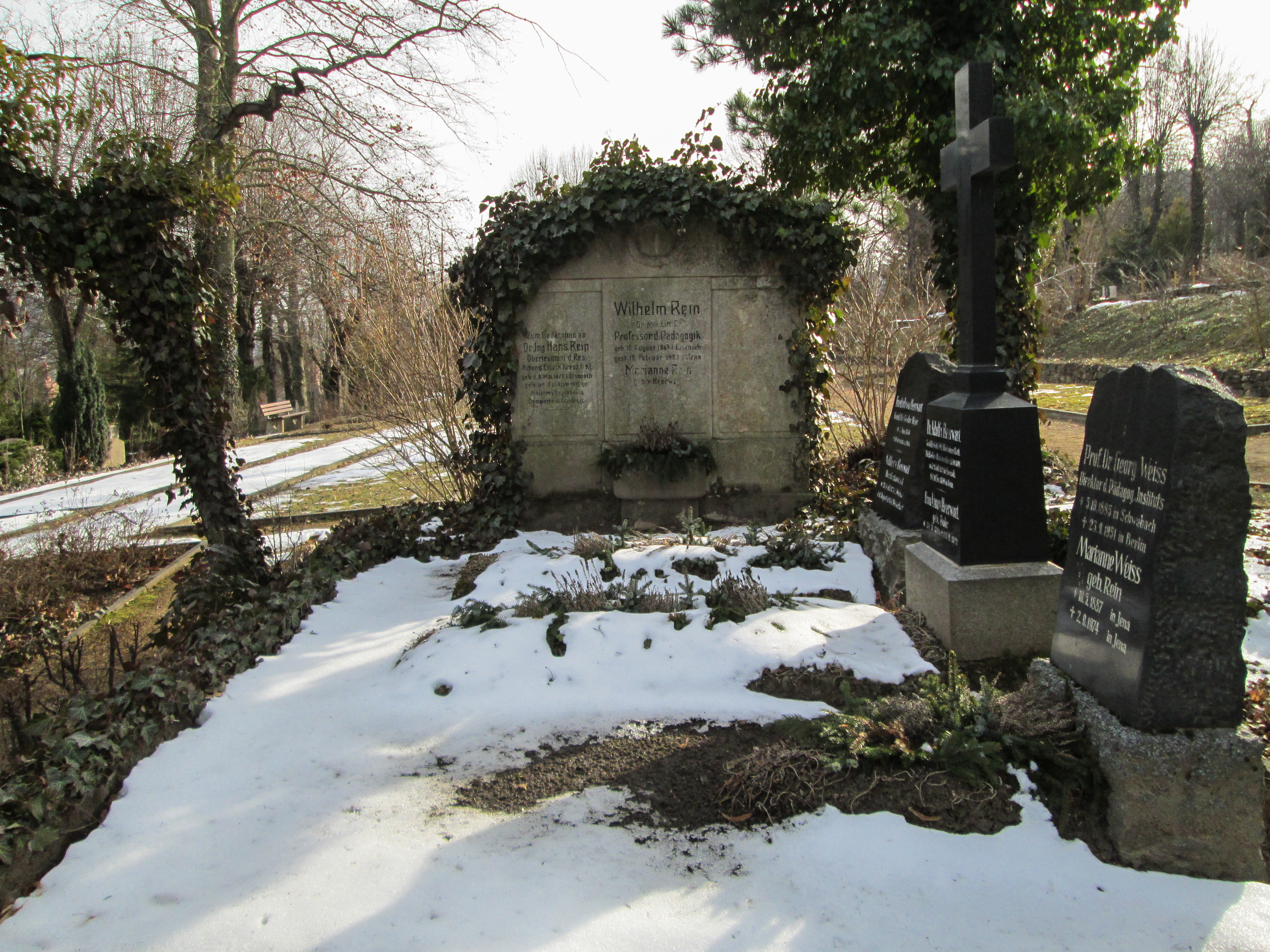
Reins Grab

Nach seinem Tod wurde er auf dem Nordfriedhof (Jena) beigesetzt.
Er hatte drei Söhne, darunter den Adolf Rein. Eine der zwei Töchter heiratete Reins Doktoranden Georg Weiß.

## Schriften (Auswahl)
- mit A. Pickel und E. Scheller: Theorie und Praxis des Volksschulunterrichts nach herbartischen Grundsätzen. 8 Bände. Dresden/Leipzig 1878ff.
- Pädagogik im Grundriss. Leipzig 1890.
- Bildende Kunst und Schule: Eine Studie zur Innenseite der Schulreform. Dresden 1902. Digitalisierte Ausgabe
- Grundriss der Ethik. Osterwieck 1902.
- Pädagogik in systematischer Darstellung. 2 Bände. Langensalza 1902ff.
- Grundlagen der Pädagogik und Didaktik. Leipzig 1909.
- (Hrsg.): Encyklopädisches Handbuch der Pädagogik. 7 Bände. Langensalza 1895ff. (2. Auflage: 11 Bände. Langensalza 1903ff.)